# Volleybalclub Activia 2023-2024
Questa voce raccoglie le informazioni riguardanti il Volleybalclub Activia nelle competizioni ufficiali della stagione 2023-2024.

## Stagione
Il Volleybalclub Activia partecipa alla stagione 2023-24 con la denominazione sponsorizzata SOMAS/Activia.
Si classifica al nono posto nella regular season di Eredivisie, accedendo alla Poule B, dove ottiene un terzo posto, mancando la qualificazione ai play-off scudetto. In Coppa dei Paesi Bassi raggiunge gli ottavi di finale, dove viene sconfitto dal Keistad.

## Organigramma societario
Area direttiva
- Presidente: Mieke Vloet

Area tecnica
- Allenatore: Michael Beugelsdijk
- Secondo allenatore: Hans van Steenis, Toine Verhoeven
- Scoutman: Ramon van der Linden

## Rosa
| N° | Nome                  | Ruolo | Data di nascita   | Nazionalità sportiva |
| -- | --------------------- | ----- | ----------------- | -------------------- |
| 1  | Dani Jozephs          | S     | 22 dicembre 2002  | Paesi Bassi          |
| 2  | Gaya Neeskens         | O     | 13 giugno 2000    | Paesi Bassi          |
| 3  | Kim Verkerk           | S     | 1999              | Paesi Bassi          |
| 4  | Bregje Wijnhoven      | P     | 25 settembre 1995 | Paesi Bassi          |
| 5  | Jule van Hout         | C     | 1998              | Paesi Bassi          |
| 6  | Carmen Aarns          | C     | 1999              | Paesi Bassi          |
| 7  | Jill Lamers           | S     | 2000              | Paesi Bassi          |
| 8  | Eline Peeters         | O     | 1º settembre 2001 | Paesi Bassi          |
| 9  | Isis Neeskens         | P     | 27 marzo 2002     | Paesi Bassi          |
| 10 | Loes van Hout         | C     | 1998              | Paesi Bassi          |
| 11 | Ellen Willems         | L     | 7 settembre 2000  | Paesi Bassi          |
| 12 | Diede van den Broek   | L     | 2 giugno 2002     | Paesi Bassi          |
| 14 | Jody Selten           | S     | 14 marzo 1999     | Paesi Bassi          |
| 16 | Liselotte Spoormakers | O     | 4 luglio 2001     | Paesi Bassi          |
| -  | Jana Bitter           | P     | 2006              | Paesi Bassi          |
| -  | Janne Geurts          | -     | -                 | Paesi Bassi          |
| -  | Janne Peeters         | -     | 8 settembre 2004  | Paesi Bassi          |

## Risultati

### Coppa dei Paesi Bassi
| Terzo turno - 27 novembre 2023 Sportcentrum de Pijp, Amsterdam       | Armixtos | 0 - 3 | Activia | 17-25, 14-25, 23-25        |
| Ottavi di finale - 23 dicembre 2023 Sportcomplex Amerena, Amersfoort | Keistad  | 3 - 1 | Activia | 25-19, 25-21, 24-26, 25-14 |

## Statistiche

### Statistiche di squadra
| Competizione          | Punti | In casa | In casa | In casa | In trasferta | In trasferta | In trasferta | Totale | Totale | Totale |
| Competizione          | Punti | G       | V       | P       | G            | V            | P            | G      | V      | P      |
| --------------------- | ----- | ------- | ------- | ------- | ------------ | ------------ | ------------ | ------ | ------ | ------ |
| Eredivisie            | 11/13 | 14      | 4       | 10      | 14           | 4            | 10           | 28     | 8      | 20     |
| Coppa dei Paesi Bassi | -     | 0       | 0       | 0       | 2            | 1            | 1            | 2      | 1      | 1      |
| Totale                | -     | 14      | 4       | 10      | 16           | 5            | 11           | 30     | 9      | 21     |

### Statistiche dei giocatori
| Giocatrice       | Eredivisie | Eredivisie | Eredivisie | Eredivisie | Eredivisie |
| Giocatrice       | P          | PT         | AV         | MV         | BV         |
| ---------------- | ---------- | ---------- | ---------- | ---------- | ---------- |
| C. Aarns         | ?          | 80         | 46         | 27         | 7          |
| J. Bitter        | ?          | 1          | 0          | 0          | 1          |
| J. Geurts        | ?          | 4          | 3          | 1          | 0          |
| D. Jozephs       | ?          | 244        | 213        | 9          | 22         |
| J. Lamers        | ?          | 239        | 201        | 16         | 22         |
| G. Neeskens      | ?          | 130        | 102        | 16         | 12         |
| I. Neeskens      | ?          | 54         | 16         | 14         | 24         |
| E. Peeters       | ?          | 77         | 64         | 9          | 4          |
| J. Peeters       | ?          | 4          | 4          | 0          | 0          |
| J. Selten        | ?          | 134        | 115        | 11         | 8          |
| L. Spoormakers   | ?          | 43         | 38         | 1          | 4          |
| D. van den Broek | ?          | 0          | 0          | 0          | 0          |
| J. van Hout      | ?          | 285        | 178        | 62         | 45         |
| L. van Hout      | ?          | 131        | 90         | 30         | 11         |
| K. Verkerk       | ?          | 144        | 123        | 13         | 8          |
| B. Wijnhoven     | ?          | 19         | 2          | 7          | 10         |
| E. Willems       | ?          | 1          | 1          | 0          | 0          |

P = presenze; PT = punti totali; AV = attacchi vincenti; MV = muri vincenti; BV = battute vincenti

NB: Non sono disponibili i dati relativi alla Coppa dei Paesi Bassi e, di conseguenza, quelli totali